# Erica Ogwumike
Erica Erinma Ogwumike (Cypress, 26 settembre 1997) è un'ex cestista statunitense con cittadinanza nigeriana.
È sorella di Nneka e Chiney, entrambe cestiste in WNBA.

## Carriera
È stata selezionata dalle New York Liberty al terzo giro del Draft WNBA 2020 (26ª scelta assoluta).
Con la Nigeria ha disputato i Giochi olimpici di Tokyo 2020.

## Statistiche

### College
| Anno      | Squadra          | PG  | PT  | MP   | TC%  | 3P%  | TL%  | RP   | AP  | PRP | SP  | PP   |
| --------- | ---------------- | --- | --- | ---- | ---- | ---- | ---- | ---- | --- | --- | --- | ---- |
| 2015-2016 | Pepperdine Waves | 26  | 26  | 33,6 | 41,8 | 30,8 | 72,6 | 7,5  | 2,3 | 2,0 | 0,5 | 18,4 |
| 2017-2018 | Rice Owls        | 32  | 32  | 32,8 | 47,4 | 37,8 | 79,1 | 9,3  | 1,9 | 1,9 | 0,4 | 17,9 |
| 2018-2019 | Rice Owls        | 31  | 31  | 32,4 | 46,3 | 29,8 | 84,5 | 10,5 | 2,7 | 1,6 | 0,3 | 16,5 |
| 2019-2020 | Rice Owls        | 27  | 27  | 31,5 | 45,8 | 17,2 | 81,0 | 10,3 | 2,7 | 1,0 | 0,7 | 19,0 |
| Carriera  | Carriera         | 116 | 116 | 32,6 | 45,3 | 30,0 | 79,3 | 9,5  | 2,4 | 1,6 | 0,5 | 17,9 |